# Charles Lampert
Pour les articles homonymes, voir Lampert.
Charles Lampert (né le 9 janvier 1894 à Göfis, mort le 13 novembre 1944 à Halle (Saxe-Anhalt)) est un vicaire catholique du diocèse d'Innsbruck, résistant, déporté, exécuté par les nazis. Le 13 novembre 2011, il est déclaré bienheureux.

## Biographie
Il est le benjamin des sept enfants de Franz Xaver Lampert, agriculteur, et de son épouse Maria Rosina née Lampert. Après l'école primaire de Göfis, il va au gymnasium de Feldkirch. Après le décès de son père, il est soutenu par son oncle pour continuer sa scolarité. Après l'obtention de sa maturité en 1914, il entre au séminaire de Bressanone et est ordonné prêtre le 12 mai 1918 des mains de l'évêque Franz Egger (de).
Lampert est d'abord chapelain à Dornbirn où il est auprès des jeunes. En 1930, avec le soutien financier de l'évêque Sigismund Waitz (de), il part à Rome pour étudier le droit canonique. Il s'installe au Collegio Teutonico di Santa Maria dell’Anima où il vit et travaille comme secrétaire à la Rote romaine. En 1935, il est nommé avocat et Monseigneur.
En octobre 1935, il rejoint le diocèse d'Innsbruck. À la demande de Mgr Waitz, il supervise les constructions du diocèse, est aumônier au séminaire et président de la maison d'édition catholique Tyrolia (de). Il est pressenti pour être évêque diocésain, mais le pape Pie XI en décide autrement et nomme le 15 octobre 1938 Paulus Rusch (de) administrateur apostolique. Le 15 janvier 1939, Lampert est nommé provicaire, Rusch adjoint.
Après l'arrivée du nazisme au pouvoir, le gauleiter Franz Hofer exerce une répression contre les églises. Lampert s'oppose ouvertement à plusieurs reprises. Un ordre du Führer, qui écarte les évêques de toute poursuite judiciaire, ne s'applique pas à Lampert.
Hofer procède à des arrestations au sein des congrégations, comme au Collegium Canisianum en novembre 1938 et en mars 1940, au monastère de l'Adoration perpétuelle à Innsbruck. Comme les religieuses s'y opposent, Hofer accuse Lampert et l'arrête le 4 mars 1940. Après dix jours au poste de police d'Innsbruck-Adamgasse, il est libéré.
Un rapport de Radio Vatican, envoyé en allemand le 23 mars 1940, sur la situation de l'Église et de la répression du régime nazi contre le clergé du diocèse d'Innsbruck, évoque le retour de Charles Lampert en prison. Il est accusé d'être un espion de la Cité du Vatican. Il est de nouveau rapidement libéré.
En 1939, Otto Neururer, prêtre de Götzens, est déporté au camp de concentration de Dachau. Lampert tente de le libérer en prétextant son état de santé. Le 30 mai 1940, Neururer est assassiné à Buchenwald. Le régime nazi renvoie ses cendres à Götzens pour l'enterrer dans la discrétion. Cependant, comme Lampert publie une notice nécrologique dans un journal de l'église, où il dénonce cette mort, un ordre autorise son arrestation qui a lieu le 5 juillet 1940 pour avoir violé les règles de confidentialité nazies.
Charles Lampert est déporté à Dachau le 25 août 1940. Quelques jours plus tard, le 1er septembre, il est envoyé à Oranienburg-Sachsenhausen, près de Berlin. Il est affecté à des travaux forcés très épuisants. Il se renforce dans la foi, selon le témoignage de Josef Steinkelderer, président de Caritas. Lampert lui chuchote : "Nous sommes des martyrs au nom du Christ pour l'Église."
Après trois mois à Sachsenhausen, Lampert est amené le 15 décembre 1940 à Dachau, où il reste huit mois. Le 1er août 1941, il est libéré mais interdit de rentrer au Vorarlberg et au Tyrol.
Lampert s'installe le 16 août à Szczecin. Il est aumônier dans les hôpitaux de Świnoujście et de Parchim. Il ignore que la Gestapo le surveille avec un espion, Georg Hagen, un ingénieur hostile au régime nazi et en quête de spiritualité. Celui-ci acquiert la confiance de l'Autrichien dans des études bibliques et des groupes de discussion. En fait, Georg Hagen est Franz Pissaritsc, aspirant à la Waffen-SS, qui essaie d'obtenir des propos contre le régime nazi. Après plusieurs mois sans avoir de preuves, il monte un complot, dans lequel Lampert capterait une radio ennemi et démoraliserait la force armée.
Ce protocole est à la base d'une vague d'arrestations, le 4 février 1943, d'environ 40 prêtres et religieuses, dont Charles Lampert. Dans les mois qui suivent, il est soumis à des interrogatoires intensifs et à la torture. Les procès-verbaux montrent sa fermeté.
- Président Trettin : « M. Lambert, soyez raisonnable, quittez l'Église et la prêtrise. Tout ça, c'est des tours de passe-passe. Voyez les enfants pour le führer Adolf Hitler. Je vais vous trouver un bon poste ! »
- Lampert : « Monsieur le Commissaire, j'aime mon église. Je reste fidèle à mon église et aussi au sacerdoce : Je suis pour le Christ et j'aime son Église[2]! »
- Question : "Qu'est-ce que vous appréciez le plus : l'Évangile ou Mein Kampf d'Hitler ? »
- Lampert : « L'Évangile est la parole de Dieu et proclame l'amour. Le livre de M. Hitler est l'œuvre des hommes et prêche la haine[3]! »

Le procès de Charles Lampert ainsi que de deux autres religieux, le père Friedrich Lorenz (de) et le chapelain Herbert Simoleit (de), s'ouvre en décembre 1943 au Reichskriegsgericht à Halle. Même devant le tribunal, Franz Pissaritsc demeure le personnage de Hagen pour confirmer ses déclarations de l'accusation.
Lampert est reconnu coupable le 20 décembre 1943. En raison de la dispute entre les juges pour savoir s'il faut le condamner à mort, la peine n'est pas signée. Le 14 janvier 1944, le procès est envoyé à Torgau et Lampert aussi. Il passe sept mois à l'isolement. Le verdict du procès de Halle est confirmé le 27 juillet 1944. Alors que le général Werner Lueben (de) doit signer l'arrêt de mort dans la nuit, on retrouve le lendemain Charles Lampert après une tentative de suicide. Le général réagit ainsi : "Il ne s'agit pas de criminels ni d'asociaux. Leur seul tragédie étaient qu'ils soient des prêtres catholiques."
Face à de nouveaux juges, un troisième procès condamne de nouveau le 8 septembre Charles Lampert, Friedrich Lorenz et Herbert Simoleit à la peine de mort. Le 13 novembre, ils sont amenés à la prison de Roter Ochse. Lampert est guillotiné à 16 heures.
L'urne avec ses cendres est d'abord enterrée à Halle. Elle sera transférée après la guerre, en 1948, dans sa ville natale de Göfis.

## Mémorial, béatification

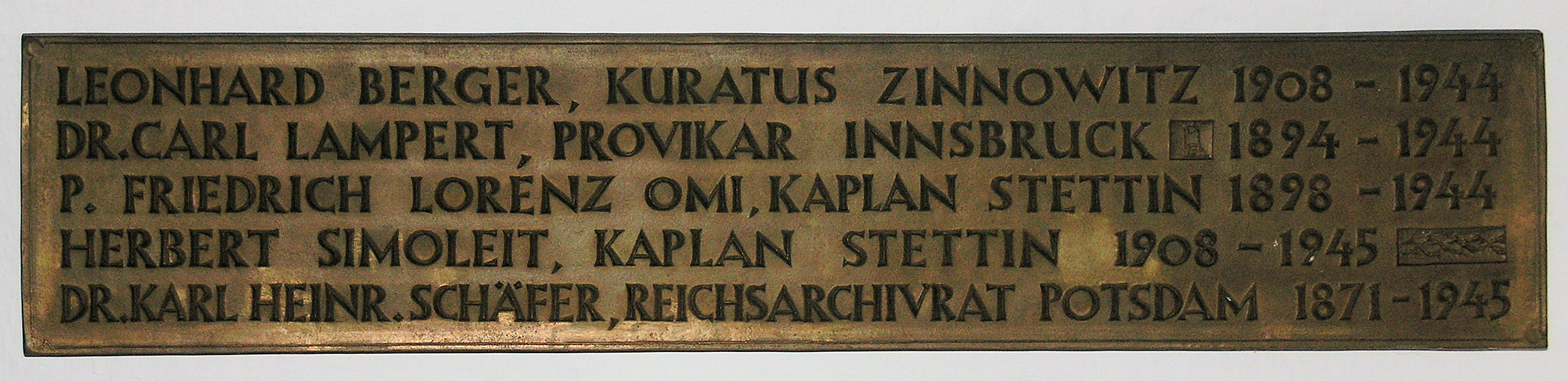
Plaque de la cathédrale Sainte-Edwige de Berlin

En 1997, le diocèse de Feldkirch demande la béatification pour Charles Lampert, assassiné in odium fidei. Le 21 juin 2011, la Congrégation pour les causes des saints recommande au pape de le béatifier. Benoît XVI suit cette recommandation et signe le décret de béatification et de martyr. Une messe solennelle est donnée le 13 novembre 2011 à Dornbirn où Lampert était chapelain.
Une plaque est posée dans la cathédrale Sainte-Edwige de Berlin.

## Source, notes et références
1. ↑  « Bienheureux Carl Lampert », sur cef.fr (consulté le 15 septembre 2020).
2. ↑  « zenit.org/fr/articles/le-bienh… »(Archive.org • Wikiwix • Archive.is • Google • Que faire ?).
3. ↑  http://archives.tdg.ch/actu/monde/pretre-assassine-nazis-autrichien-carl-lampert-beatifie-2011-11-13
4. ↑  ORF Vorarlberg: Empfehlung: Carl Lampert soll „selig“ werden.. Artikel vom 21. Juni 2011.

- (de) Cet article est partiellement ou en totalité issu de l’article de Wikipédia en allemand intitulé « Carl Lampert » (voir la liste des auteurs).